# Multi Screen Emulator for Windows
Multi Screen Emulator for Windows (сокр. «MSEW») — это условно-бесплатная утилита, которая представляет собой менеджер виртуальных рабочих столов, разработанная компанией «SiComponents». 

## Описание
Программа представляет собой эмулятор нескольких экранов в системе и способна расширить стандартные функциональные возможности рабочего стола Microsoft Windows.
Главная особенность утилиты заключается в том, что она способна создать до 10 виртуальных экранов имеет небольшой размер, оптимизирован для быстрого запуска, а также на минимальную нагрузку на ресурсы системы и способна работать под управлением 32-битных и 64-разрядных операционных систем Microsoft Windows.
Весь интерфейс предоставлен в виде простой и интуитивно понятной плавающей док-панели.

## Возможности
- Создание до 10 виртуальных экранов.
- Гибкий и простой в использовании интерфейс.
- Многоязычная поддержка.
- Минимальное потребление системных ресурсов.
- Настройка прозрачности.